# Rhynchocladium steyermarkii
Rhynchocladium steyermarkii är en halvgräsart som först beskrevs av Tetsuo Michael Koyama, och fick sitt nu gällande namn av Tetsuo Michael Koyama. Rhynchocladium steyermarkii ingår i släktet Rhynchocladium och familjen halvgräs. Inga underarter finns listade i Catalogue of Life.